# Newgeorgiamyzomela
Newgeorgiamyzomela (Myzomela eichhorni) är en fågel i familjen honungsfåglar inom ordningen tättingar.

## Utbredning och systematik
Newgeorgiamyzomela förekommer i Salomonöarna och delas in i tre underarter med följande utbredning:
- M. e. eichhorni – New Georgia, Rendova, Vangunu och Kolombangara
- M. e. ganongae – Ranongga
- M. e. atrata – Vella Lavella och Mbava Island)

## Status
IUCN kategoriserar arten som livskraftig.